# Creugas bajulus
Creugas bajulus là một loài nhện trong họ Corinnidae.
Loài này thuộc chi Creugas. Creugas bajulus được Willis J. Gertsch miêu tả năm 1942.